# Système de vision synthétique

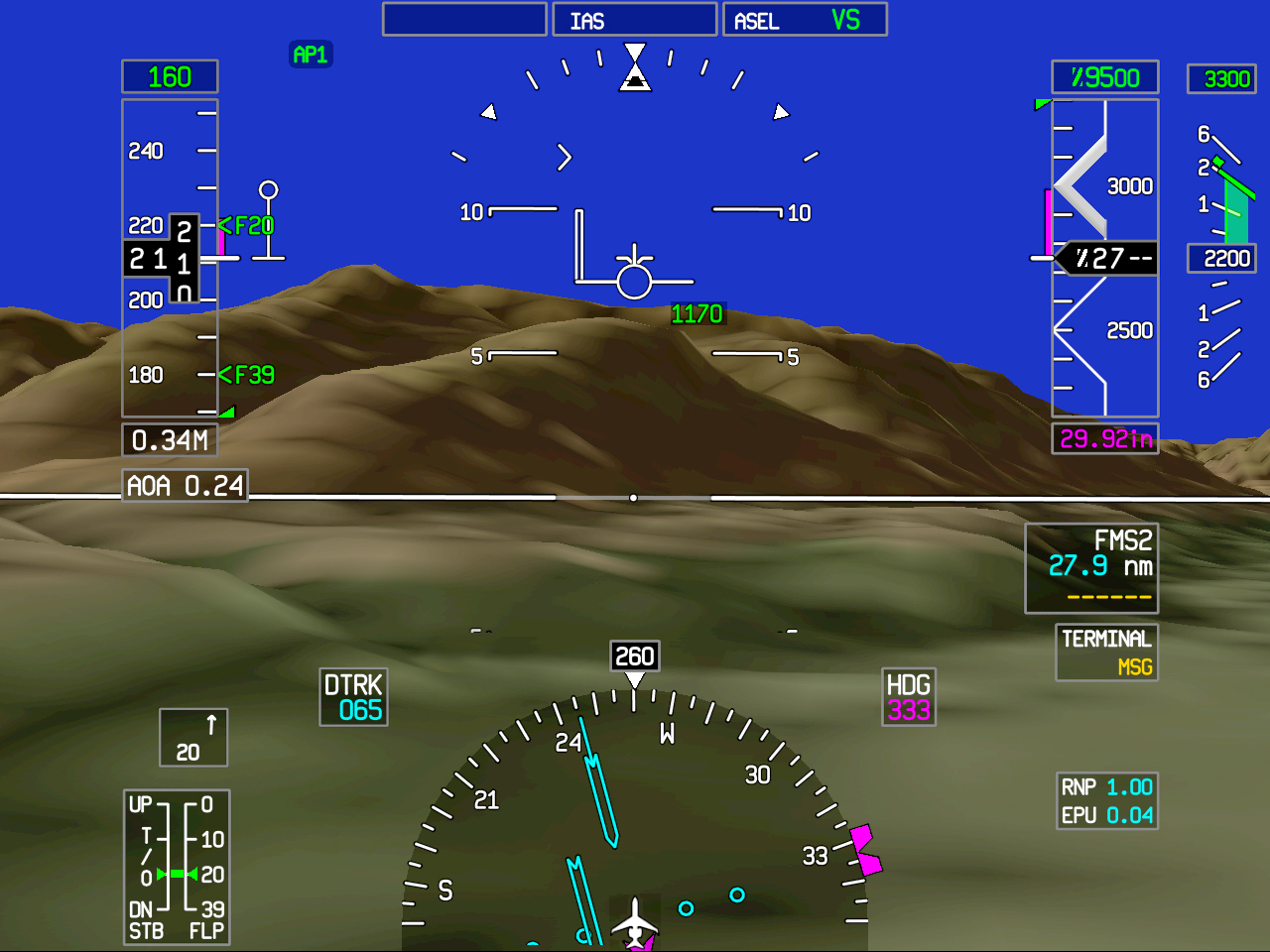
Système de vision synthétique.

Un système de vision synthétique (SVS) est un système de réalité assistée par ordinateur pour les véhicules aériens, qui utilise la 3D pour fournir aux pilotes des moyens clairs et intuitifs de comprendre leur environnement de vol.

## Caractéristiques
La vision synthétique transmet des informations sur la situation aux opérateurs en utilisant des bases de données de terrain, d'obstacles, géopolitiques, hydrologiques et autres. En général, les applications SVS utilisent un ensemble de bases de données stockées à bord de l'avion, un ordinateur générateur d'images et un écran. La solution de navigation est obtenue par l'utilisation de systèmes de référence GPS et inertiels.
Highway In The Sky (HITS), ou Path-In-The-Sky, est souvent utilisé pour représenter la trajectoire projetée de l'avion avec une vue en perspective. Cela permet aux pilotes d'avoir une compréhension instantanée de l'état actuel et futur de l'avion par rapport au terrain, aux tours, aux bâtiments et aux autres éléments de l'environnement.

## Histoire
Un précurseur de ces systèmes a vu le jour dans les années 1960, avec l'entrée en service dans la marine américaine du Grumman A-6 Intruder, un avion d'attaque moyen basé sur un porte-avions. Conçu avec des sièges côte à côte pour l'équipage, l'Intruder était équipé d'un système de navigation/attaque avancé, appelé Digital Integrated Attack and Navigation Equipment (DIANE), qui reliait les systèmes de radar, de navigation et de données aériennes de l'avion à un ordinateur numérique appelé AN/ASQ-61. Les informations provenant du DIANE étaient affichées au pilote et au bombardier/navigateur (BN) sur des écrans à tube cathodique. En particulier, l'un de ces écrans, le AN/AVA-1 Vertical Display Indicator (VDI), montrait au pilote une vue synthétique du monde devant l'avion et, en mode Search Radar Terrain Clearance (SRTC), représentait le terrain détecté par le radar, qui était ensuite affiché sous forme de lignes codées représentant des incréments de distance prédéfinis. Appelée Contact Analog, cette technologie permettait à l'A-6 de voler de nuit, dans toutes les conditions météorologiques, à basse altitude et à travers des terrains accidentés ou montagneux sans avoir besoin de références visuelles.
La vision synthétique a été développée par la NASA et l'armée de l'air américaine à la fin des années 1970 et dans les années 1980 pour soutenir la recherche avancée sur les cockpits, et dans les années 1990 dans le cadre du programme de sécurité aérienne. Le développement du transport civil à grande vitesse a alimenté les recherches de la NASA dans les années 1980 et 1990. Au début des années 1980, l'USAF a reconnu la nécessité d'améliorer la connaissance de la situation dans le cockpit afin d'aider au pilotage d'aéronefs toujours plus complexes, et a poursuivi le SVS (également appelé avionique à format pictural) en tant que technologie d'intégration pour les systèmes pilotés et téléguidés. 